# Arami Ullón
Arami Ullón, née le 1978 à Asunción (Paraguay), est une réalisatrice, scénariste et productrice paraguayenne.
Son film Cloudy Times (El tiempo nublado), sorti en 2014, est sélectionné comme entrée paraguayenne pour l'Oscar du meilleur film en langue étrangère à la 88e cérémonie des Oscars mais n'ai pas repris dans la sélection finale. C'est le premier film paraguayen présenté aux Oscars.

## Biographie
Arami Ullón vit en Suisse.

## Filmographie

### Comme réalisatrice et scénariste
- 2014 : Cloudy Times (El tiempo nublado)

### Comme productrice
- 2010 : 18 cigarrillos y medio
- 2014 : Cloudy Times (El tiempo nublado)